# CONCACAF Champions League 2013/14
Die CONCACAF Champions League in der Saison 2013/2014 ist die sechste Auflage des Wettbewerbs.
Das Turnier beginnt im Juli 2013 mit der Gruppenphase und endet mit dem Rückspiel des Finals im Mai 2014. Der Sieger qualifiziert sich für die FIFA-Klub-Weltmeisterschaft 2014 als Repräsentant der CONCACAF. Wie bei dem letzten Saison werden alle 24 Teilnehmer in der Gruppenphase teilnehmen. Deswegen werden acht Gruppen zu je drei Mannschaften gebildet, danach spielen nur die Gruppensieger in der K.o.-Runde.

## Teilnehmerfeld
An der CONCACAF Champions League 2013/14 nehmen 24 Mannschaften teil. Die Mannschaften kommen aus Nordamerika, der Karibik und Zentralamerika.
| - Mexiko (Primera División - 2012/13) - Club Tijuana - Deportivo Toluca - Club América - Cruz Azul - Vereinigte Staaten (Major League Soccer - 2012) - San José Earthquakes - Los Angeles Galaxy - Houston Dynamo - Sporting Kansas City - Costa Rica (Primera División) - CS Herediano - LD Alajuelense - CS Cartaginés1 - Honduras (Liga Nacional) - CD Olimpia - CD Victoria |  | - Guatemala (Liga Nacional) - CSD Comunicaciones - Heredia Jaguares de Peten - Panama (ANAPROF) - CD Árabe Unido - Sporting San Miguelito - El Salvador (Primera Divisíon) - AD Isidro Metapán - CD Luis Ángel Firpo - Nicaragua (Primera División de Nicaragua) - Real Estelí FC - Kanada (Canadian Championship - 2013) - Montreal Impact - Karibik (CFU Club Championship - 2013) - W Connection - Valencia FC - Caledonia AIA |

1 Da Belize kein geeignetes Stadion vorweisen konnte, erhielt Costa Rica als bestes zentralamerikanisches Land des Vorjahres einen dritten Startplatz.

## Group Stage (Hauptrunde)
Die Spiele der Group Stage fanden von August bis Oktober 2013 statt. Die erste Runde begann am 6. August 2013.

### Gruppe A
| Pl. | Verein         | Sp. | S | U | N | Tore    | Diff. | Punkte |
| --- | -------------- | --- | - | - | - | ------- | ----- | ------ |
| 1.  | CD Árabe Unido | 4   | 3 | 0 | 1 | 007:300 | +4    | 09     |
| 2.  | Houston Dynamo | 4   | 2 | 1 | 1 | 004:200 | +2    | 07     |
| 3.  | W Connection   | 4   | 0 | 1 | 3 | 001:700 | −6    | 01     |

| 8. August 2013     |     |                |                          |
| CD Árabe Unido     | 3:1 | W Connection   | Estadio Rommel Fernández |
| 20. August 2013    |     |                |                          |
| W Connection       | 0:0 | Houston Dynamo | Manny Ramjohn Stadium    |
| 27. August 2013    |     |                |                          |
| Houston Dynamo     | 2:1 | CD Árabe Unido | BBVA Compass Stadium     |
| 19. September 2013 |     |                |                          |
| W Connection       | 0:2 | CD Árabe Unido | Manny Ramjohn Stadium    |
| 25. September 2013 |     |                |                          |
| Houston Dynamo     | 2:0 | W Connection   | BBVA Compass Stadium     |
| 24. Oktober 2013   |     |                |                          |
| CD Árabe Unido     | 1:0 | Houston Dynamo | Estadio Rommel Fernández |

### Gruppe B
| Pl. | Verein               | Sp. | S | U | N | Tore    | Diff. | Punkte |
| --- | -------------------- | --- | - | - | - | ------- | ----- | ------ |
| 1.  | Sporting Kansas City | 4   | 2 | 2 | 0 | 005:100 | +4    | 08     |
| 2.  | CD Olimpia           | 4   | 2 | 1 | 1 | 002:200 | ±0    | 07     |
| 3.  | Real Estelí FC       | 4   | 0 | 1 | 3 | 001:500 | −4    | 01     |

| 7. August 2013       |     |                      |                                |
| Real Estelí FC       | 0:2 | Sporting Kansas City | Estadio Independencia          |
| 21. August 2013      |     |                      |                                |
| Real Estelí FC       | 0:1 | CD Olimpia           | Estadio Independencia          |
| 27. August 2013      |     |                      |                                |
| CD Olimpia           | 0:2 | Sporting Kansas City | Estadio Tiburcio Carías Andino |
| 17. September 2013   |     |                      |                                |
| Sporting Kansas City | 1:1 | Real Estelí FC       | Sporting Park                  |
| 24. September 2013   |     |                      |                                |
| CD Olimpia           | 1:0 | Real Estelí FC       | Estadio Tiburcio Carías Andino |
| 23. Oktober 2013     |     |                      |                                |
| Sporting Kansas City | 0:0 | CD Olimpia           | Sporting Park                  |

### Gruppe C
| Pl. | Verein       | Sp. | S | U | N | Tore    | Diff. | Punkte |
| --- | ------------ | --- | - | - | - | ------- | ----- | ------ |
| 1.  | Cruz Azul    | 4   | 4 | 0 | 0 | 010:200 | +8    | 12     |
| 2.  | CS Herediano | 4   | 2 | 0 | 2 | 011:800 | +3    | 06     |
| 3.  | Valencia FC  | 4   | 0 | 0 | 4 | 004:150 | −11   | 0      |

| 8. August 2013     |     |              |                                |
| Valencia FC        | 1:6 | CS Herediano | Stade Sylvio Cator             |
| 22. August 2013    |     |              |                                |
| Cruz Azul          | 3:0 | CS Herediano | Estadio Azul                   |
| 28. August 2013    |     |              |                                |
| Valencia FC        | 1:2 | Cruz Azul    | Stade Sylvio Cator             |
| 18. September 2013 |     |              |                                |
| CS Herediano       | 4:2 | Valencia FC  | Estadio Eladio Rosabal Cordero |
| 24. September 2013 |     |              |                                |
| Cruz Azul          | 3:0 | Valencia FC  | Estadio Azul                   |
| 22. Oktober 2013   |     |              |                                |
| CS Herediano       | 1:2 | Cruz Azul    | Estadio Eladio Rosabal Cordero |

### Gruppe D
| Pl. | Verein                 | Sp. | S | U | N | Tore    | Diff. | Punkte |
| --- | ---------------------- | --- | - | - | - | ------- | ----- | ------ |
| 1.  | LD Alajuelense         | 4   | 3 | 0 | 1 | 004:100 | +3    | 09     |
| 2.  | Club América           | 4   | 2 | 0 | 2 | 004:200 | +2    | 06     |
| 3.  | Sporting San Miguelito | 4   | 1 | 0 | 3 | 001:600 | −5    | 03     |

| 7. August 2013         |     |                        |                               |
| Sporting San Miguelito | 0:1 | Club América           | Estadio Rommel Fernández      |
| 22. August 2013        |     |                        |                               |
| Sporting San Miguelito | 1:0 | LD Alajuelense         | Estadio Rommel Fernández      |
| 29. August 2013        |     |                        |                               |
| LD Alajuelense         | 1:0 | Club América           | Estadio Alejandro Morera Soto |
| 17. September 2013     |     |                        |                               |
| Club América           | 3:0 | Sporting San Miguelito | Aztekenstadion                |
| 26. September 2013     |     |                        |                               |
| LD Alajuelense         | 2:0 | Sporting San Miguelito | Estadio Alejandro Morera Soto |
| 22. Oktober 2013       |     |                        |                               |
| Club América           | 0:1 | LD Alajuelense         | Aztekenstadion                |

### Gruppe E
| Pl. | Verein                    | Sp. | S | U | N | Tore    | Diff. | Punkte |
| --- | ------------------------- | --- | - | - | - | ------- | ----- | ------ |
| 1.  | San Jose Earthquakes      | 4   | 2 | 0 | 2 | 004:200 | +2    | 06     |
| 2.  | Montreal Impact           | 4   | 2 | 0 | 2 | 003:400 | −1    | 06     |
| 3.  | Heredia Jaguares de Peten | 4   | 2 | 0 | 2 | 002:300 | −1    | 06     |

| 7. August 2013            |     |                           |                           |
| Montreal Impact           | 1:0 | San Jose Earthquakes      | Stade Saputo              |
| 21. August 2013           |     |                           |                           |
| Heredia Jaguares de Peten | 1:0 | Montreal Impact           | Estadio Cementos Progreso |
| 28. August 2013           |     |                           |                           |
| Heredia Jaguares de Peten | 1:0 | San Jose Earthquakes      | Estadio Cementos Progreso |
| 17. September 2013        |     |                           |                           |
| San Jose Earthquakes      | 3:0 | Montreal Impact           | Buck Shaw Stadium         |
| 24. September 2013        |     |                           |                           |
| Montreal Impact           | 2:0 | Heredia Jaguares de Peten | Stade Saputo              |
| 23. Oktober 2013          |     |                           |                           |
| San Jose Earthquakes      | 1:0 | Heredia Jaguares de Peten | Buck Shaw Stadium         |

### Gruppe F
| Pl. | Verein             | Sp. | S | U | N | Tore    | Diff. | Punkte |
| --- | ------------------ | --- | - | - | - | ------- | ----- | ------ |
| 1.  | Deportivo Toluca   | 4   | 4 | 0 | 0 | 015:400 | +11   | 12     |
| 2.  | CSD Comunicaciones | 4   | 2 | 0 | 2 | 007:700 | ±0    | 06     |
| 3.  | Caledonia AIA      | 4   | 0 | 0 | 4 | 002:130 | −11   | 0      |

| 6. August 2013     |     |                    |                           |
| Deportivo Toluca   | 3:1 | Caledonia AIA      | Estadio Nemesio Díez      |
| 22. August 2013    |     |                    |                           |
| CSD Comunicaciones | 1:2 | Deportivo Toluca   | Estadio Cementos Progreso |
| 29. August 2013    |     |                    |                           |
| Caledonia AIA      | 0:3 | CSD Comunicaciones | Larry Gomes Stadium       |
| 18. September 2013 |     |                    |                           |
| Caledonia AIA      | 1:5 | Deportivo Toluca   | Larry Gomes Stadium       |
| 25. September 2013 |     |                    |                           |
| CSD Comunicaciones | 2:0 | Caledonia AIA      | Estadio Cementos Progreso |
| 23. Oktober 2013   |     |                    |                           |
| Deportivo Toluca   | 5:1 | CSD Comunicaciones | Estadio Nemesio Díez      |

### Gruppe G
| Pl. | Verein              | Sp. | S | U | N | Tore    | Diff. | Punkte |
| --- | ------------------- | --- | - | - | - | ------- | ----- | ------ |
| 1.  | Club Tijuana        | 4   | 3 | 1 | 0 | 010:200 | +8    | 10     |
| 2.  | CD Luis Ángel Firpo | 4   | 2 | 1 | 1 | 006:300 | +3    | 07     |
| 3.  | CD Victoria         | 4   | 0 | 0 | 4 | 004:150 | −11   | 0      |

| 6. August 2013      |     |                     |                       |
| CD Luis Ángel Firpo | 0:0 | Club Tijuana        | Estadio Cuscatlán     |
| 20. August 2013     |     |                     |                       |
| CD Victoria         | 2:3 | Club Tijuana        | Estadio Nilmo Edwards |
| 28. August 2013     |     |                     |                       |
| Club Tijuana        | 1:0 | CD Luis Ángel Firpo | Estadio Caliente      |
| 19. September 2013  |     |                     |                       |
| CD Luis Ángel Firpo | 2:1 | CD Victoria         | Estadio Cuscatlán     |
| 26. September 2013  |     |                     |                       |
| Club Tijuana        | 6:0 | CD Victoria         | Estadio Caliente      |
| 23. Oktober 2013    |     |                     |                       |
| CD Victoria         | 1:4 | CD Luis Ángel Firpo | Estadio Nilmo Edwards |

### Gruppe H
| Pl. | Verein             | Sp. | S | U | N | Tore    | Diff. | Punkte |
| --- | ------------------ | --- | - | - | - | ------- | ----- | ------ |
| 1.  | Los Angeles Galaxy | 4   | 3 | 0 | 1 | 006:400 | +2    | 09     |
| 2.  | CS Cartaginés      | 4   | 1 | 1 | 2 | 004:700 | −3    | 04     |
| 3.  | AD Isidro Metapán  | 4   | 1 | 1 | 2 | 006:500 | +1    | 04     |

| 8. August 2013     |     |                    |                                 |
| AD Isidro Metapán  | 2:4 | CS Cartaginés      | Estadio Cuscatlán               |
| 20. August 2013    |     |                    |                                 |
| Los Angeles Galaxy | 2:0 | CS Cartaginés      | StubHub Center                  |
| 27. August 2013    |     |                    |                                 |
| CS Cartaginés      | 0:0 | AD Isidro Metapán  | Estadio Nacional de Costa Rica  |
| 18. September 2013 |     |                    |                                 |
| Los Angeles Galaxy | 1:0 | AD Isidro Metapán  | StubHub Center                  |
| 25. September 2013 |     |                    |                                 |
| CS Cartaginés      | 0:3 | Los Angeles Galaxy | Estadio Nacional de Costa Rica} |
| 24. Oktober 2013   |     |                    |                                 |
| AD Isidro Metapán  | 4:0 | Los Angeles Galaxy | Estadio Cuscatlán               |

## Championship Round (K.-o.-Runde)

### Viertelfinale
Die Hinspiele fanden am 11. März bis 13. März, die Rückspiele am 18. März bis 20. März 2014 statt.
Für das Viertelfinale qualifizierten sich die Gruppensieger aus jeder Gruppe.
Die Spiele wurden nicht ausgelost, sondern über eine Setzliste bestimmt. An die acht Gruppensieger wurden entsprechend ihrer Rangfolge die Startnummern 1 bis 8 vergeben, der beste Gruppensieger erhielt also die 1, der zweitbeste Gruppensieger die 2 usw. Im Viertelfinale spielten dann 1 – 8, 2 – 7, 3 – 6 und 4 – 5, also der beste Gruppenerste gegen den schlechtesten Gruppensieger usw.
| 1                                        | Deportivo Toluca     | +11 | 12 |
| 2                                        | Cruz Azul            | 0+8 | 12 |
| 3                                        | Club Tijuana         | 0+8 | 10 |
| 4                                        | CD Árabe Unido       | 0+4 | 09 |
| 5                                        | LD Alajuelense       | 0+3 | 09 |
| 6                                        | Los Angeles Galaxy   | 0+2 | 09 |
| 7                                        | Sporting Kansas City | 0+4 | 08 |
| 8                                        | San Jose Earthquakes | 0+2 | 06 |
| Farblegende: Gruppensieger Gruppensieger |                      |     |    |

|                      | Gesamt          |                  | Hinspiel | Rückspiel |
| -------------------- | --------------- | ---------------- | -------- | --------- |
| San José Earthquakes | 2:2 (4:5 i. E.) | Deportivo Toluca | 1:1      | 1:1 n. V. |
| Sporting Kansas City | 2:5             | Cruz Azul        | 1:0      | 1:5       |
| Los Angeles Galaxy   | 3:4             | Club Tijuana     | 1:0      | 2:4       |
| LD Alajuelense       | 2:0             | CD Árabe Unido   | 0:0      | 2:0       |

### Halbfinale
Die Hinspiele des Halbfinales fanden am 2. April 2014 statt. Die Rückspiele wurden am 9. und 10. April 2014 ausgetragen.
|                | Gesamt |                  | Hinspiel | Rückspiel |
| -------------- | ------ | ---------------- | -------- | --------- |
| LD Alajuelense | 0:3    | Deportivo Toluca | 0:1      | 0:2       |
| Club Tijuana   | 1:2    | Cruz Azul        | 1:0      | 0:2       |

### Finale

#### Hinspiel
| Cruz Azul                                                  | Cruz Azul | Deportivo Toluca | Deportivo Toluca |
| ---------------------------------------------------------- | --- | --- | ---------------- |
| Cruz Azul                                                  | \| 15. April 2014 um 20:00 Uhr in Mexiko-Stadt (Estadio Azul) \| \| Ergebnis: 0:0 \| \| Schiedsrichter: Roberto García Orozco ( Mexiko) \| | \| 15. April 2014 um 20:00 Uhr in Mexiko-Stadt (Estadio Azul) \| \| Ergebnis: 0:0 \| \| Schiedsrichter: Roberto García Orozco ( Mexiko) \| | Deportivo Toluca |
| Cruz Azul                                                  | Guillermo Allison − Gerardo Flores Zúñiga, Emanuel Loeschbor, Julio Domínguez, Rogelio Chávez − Joao Rojas (81. Pablo Barrera), Alejandro Castro, Gerardo Torrado , Marco Fabián − Mauro Formica (66. Achille Emaná), Mariano Pavone (67. Christian Giménez) Cheftrainer: Luis Fernando Tena | Alfredo Talavera − Francisco Gamboa, Aarón Galindo, Paulo da Silva , Miguel Ángel Ponce − Isaác Brizuela (84. Édgar Benítez), Wilson Mathías, Antonio Ríos, Pablo Velázquez − Juan Manuel Salgueiro (86. Raúl Nava López), Carlos Esquivel (90.+2 Óscar Ricardo Rojas) Cheftrainer: José Saturnino Cardozo | Deportivo Toluca |
| Cruz Azul                                                  | Gerardo Torrado (40.) | Miguel Ángel Ponce (31.), Pablo Velázquez (36.), Antonio Ríos (71.), Isaác Brizuela (84.) | Deportivo Toluca |
| 15. April 2014 um 20:00 Uhr in Mexiko-Stadt (Estadio Azul) | | |                  |
| Ergebnis: 0:0                                              | | |                  |
| Schiedsrichter: Roberto García Orozco ( Mexiko)            | | |                  |

#### Rückspiel
| Deportivo Toluca                                             | Deportivo Toluca | Cruz Azul | Cruz Azul |
| ------------------------------------------------------------ | --- | --- | --------- |
| Deportivo Toluca                                             | \| 23. April 2014 um 20:00 Uhr in Toluca (Estadio Nemesio Díez) \| \| Ergebnis: 1:1 (0:1) \| \| Schiedsrichter: Marco Antonio Rodríguez Moreno ( Mexiko) \| | \| 23. April 2014 um 20:00 Uhr in Toluca (Estadio Nemesio Díez) \| \| Ergebnis: 1:1 (0:1) \| \| Schiedsrichter: Marco Antonio Rodríguez Moreno ( Mexiko) \| | Cruz Azul |
| Deportivo Toluca                                             | Alfredo Talavera − Óscar Ricardo Rojas (78. Francisco Gamboa), Aarón Galindo, Paulo da Silva , Miguel Ángel Ponce − Isaác Brizuela, Wilson Mathías, Antonio Ríos, Pablo Velázquez − Juan Manuel Salgueiro (46. Raúl Nava López), Carlos Esquivel (54. Édgar Benítez) Cheftrainer: José Saturnino Cardozo | José de Jesús Corona − Gerardo Flores Zúñiga, Emanuel Loeschbor, Julio Domínguez, Rogelio Chávez − Joao Rojas (71. Luis Amaranto Perea), Alejandro Castro, Gerardo Torrado , Marco Fabián (89. Horacio Cervantes) − Mauro Formica (67. Christian Giménez), Mariano Pavone Cheftrainer: Luis Fernando Tena | Cruz Azul |
| Deportivo Toluca                                             | 1:1 Édgar Benítez (63.) | 0:1 Mariano Pavone (41.) | Cruz Azul |
| Deportivo Toluca                                             | Miguel Ángel Ponce (29.), Antonio Ríos (55.), Aarón Galindo (87.) | Joao Rojas (58.), Alejandro Castro (68.), Luis Amaranto Perea (72.) | Cruz Azul |
| 23. April 2014 um 20:00 Uhr in Toluca (Estadio Nemesio Díez) | | |           |
| Ergebnis: 1:1 (0:1)                                          | | |           |
| Schiedsrichter: Marco Antonio Rodríguez Moreno ( Mexiko)     | | |           |

Nachfolgend sind die besten Torschützen der CONCACAF Champions-League-Saison aufgeführt.
| Rang | Spieler        | Klub               | Tore |
| ---- | -------------- | ------------------ | ---- |
| 1    | Raúl Nava      | Deportivo Toluca   | 7    |
| 2    | Nicolás Muñoz  | AD Isidro Metapán  | 5    |
| 2    | Mariano Pavone | Cruz Azul          | 5    |
| 4    | Edgar Benítez  | Deportivo Toluca   | 4    |
| 4    | Achille Emana  | Cruz Azul          | 4    |
| 4    | Robbie Keane   | Los Angeles Galaxy | 4    |